# Acroporium flexisetum
Acroporium flexisetum är en bladmossart som beskrevs av Brotherus 1925. Acroporium flexisetum ingår i släktet Acroporium och familjen Sematophyllaceae. Inga underarter finns listade i Catalogue of Life.